# Giovanni D'Ercole
Giovanni D'Ercole FDP (Morino, 5 oktober 1947) is een Italiaans geestelijke en bisschop van de Rooms-Katholieke Kerk.
D'Ercole bezocht het seminarie van Napels en studeerde vervolgens aan de Pauselijke Lateraanse Universiteit in Rome. Hij behaalde aldaar een licentiaat en een doctorstitel in de moraaltheologie. Aan de Sapienza, eveneens in Rome studeerde hij nog sociale communicatie. D'Ercole werd op 5 oktober 1974 priester gewijd.
Hij werkte vervolgens als aalmoezenier in de jeugdgevangenis Casal del Marmo in de Italiaanse hoofdstad. Van 1976 tot 1984 was hij werkzaam als missionaris in Ivoorkust waar hij werkte als pastoor en professor in de moraaltheologie aan het grootseminarie van Anyama. In 1984 keerde hij terug naar Rome, waar hij pastoor werd van de Ognissanti in Via Appia Nuova. Van 1985 tot 1987 was hij bovendien provinciaal overste van zijn eigen congregatie.
In 1987 werd hij onderdirecteur van de Vaticaanse persdienst. Tussen 1999 en 2009 was hij in dienst van het Staatssecretariaat als bureauchef van het Secretariaat voor Algemene Zaken van de Heilige Stoel. Op 14 november 2009 benoemde paus Benedictus XVI hem tot titulair bisschop van Dusa en tot hulpbisschop van Aquila. Hij ontving zijn bisschopswijding op 12 december 2009, uit handen van kardinaal-staatssecretaris Tarcisio Bertone. Als bisschoppelijk motto koos D'Ercole: In Manus Tuas (In Uw Handen).
Op 12 april 2014 benoemde paus Franciscus D'Ercole tot bisschop van Ascoli Piceno.
- International Standard Name Identifier: 0000 0003 7143 0430
- Library of Congress Control Number: no2012083776
- Istituto Centrale per il Catalogo Unico: BVEV005471
- Virtual International Authority File: 251039177
- WorldCat: E39PBJfRG4xD8f3JCfmt3Rv4MP